# キーオン・ヤング
キーオン・ヤング（Keone Young、キーオニーとも、1947年9月6日 -）はアメリカ合衆国の男性声優、俳優。ハワイ州ホノルル出身。

## 略歴
中国系の父と日系の母を持つ。英語のほかに日本語が話せる。
日本人、中国人などの役柄で様々な作品へ出演し、キャリアを構築した。アメリカが持つアジア系俳優に対するステレオタイプな偏見には批判的なスタンスを持ち、ベトナム戦争時には、自分と同じアジア系と戦うことを拒否し、フランスのパリへ渡って平和運動へ参加した経験もある。その後はアメリカへ帰国し、俳優としての活動を本格化させた。
1969年にテレビドラマ「Room 222」で俳優デビューを果たす。日系人俳優のマコに師事し、マコが設立したアジア系を中心とした劇団イースト・ウェスト・プレイヤーズへも参加した。その後は、中国人や日本人などの役柄で映画やドラマなど様々な作品へ出演してキャリアを構築している。近年では、宮崎駿監督のアニメ映画『君たちはどう生きるか』の英語版の声優なども務めた。
師事していたマコが1994年にハリウッド・ウォーク・オブ・フェームの星を授与されたことを記念して製作されたRKB毎日放送（TBS系列）の特別番組『ハリウッドの光の影に・日系俳優マコの50年』ではインタビューも受けており、ハリウッドにおけるアジア系アメリカ人に対する偏見に対して苦言も呈している。

## 主な出演作品

### 映画
| 公開年 | 邦題 原題                                                                              | 役名                 | 備考       |
| ------ | -------------------------------------------------------------------------------------- | -------------------- | ---------- |
| 1980   | プライベート・ベンジャミン Private Benjamin                                            | キム・オサカ         |            |
| 1981   | 目撃者 Eyewitness                                                                      | ローガン氏の息子     |            |
| 1984   | ワイルド・ライフ The Wild Life                                                         | 日本人ボウラー       |            |
| 1988   | エイリアン・ネイション Alien Nation                                                    | ウィンター           |            |
| 1989   | ロスト・エンジェルス Lost Angels                                                       | ヴィクター           |            |
| 1989   | ブラック・レイン Black Rain                                                            | カラオケ客           |            |
| 1990   | 飛行時間73秒/チャレンジャー号の悲劇 Challenger                                         | エリソン・オニヅカ   | テレビ映画 |
| 1990   | フィアー/超能力殺人ゲーム Fear                                                         | ウィリアム・ウー刑事 |            |
| 1991   | 上海1920/あの日みた夢のために Shanghai 1920                                            | ミン                 |            |
| 1992   | ハネムーン・イン・ベガス Honeymoon in Vegas                                            | エディ・ウォン       |            |
| 1993   | 鉄の顔を持つ男 Surf Ninjas                                                             | ババ・ラム           |            |
| 1994   | マイ・ガール2 My Girl 2                                                                | ダリル・タナカ       |            |
| 1994   | ノース 小さな旅人 North                                                                | ホー知事             |            |
| 1995   | ゆかいなブレディー家/我が家がイチバン The Brady Bunch Movie                            | ワタナベ             |            |
| 1996   | 素顔のままで Striptease                                                                | リン                 |            |
| 1996   | ジャック Jack                                                                          | ドクター・リン       |            |
| 1997   | 不法執刀 Playing God                                                                   | Mr. Ksi              |            |
| 1997   | プレッシャー/壊れた男 Bad Day on the Block / Under Pressure                            | 修理屋               |            |
| 2000   | ゾルタン★星人 Dude, Where's My Car?                                                    | 仕立て屋のリー       |            |
| 2001   | ドクター・ドリトル2 Dr. Dolittle 2                                                     | ハチ                 | 声の出演   |
| 2003   | おとぼけスティーブンス一家 ザ・ムービー The Even Stevens Movie                         | チーフ・ツカ         | テレビ映画 |
| 2003   | キューティ・ブロンド2 Legally Blonde 2: Red, White & Blonde                            | Committee Clerk      |            |
| 2006   | アドレナリン Crank                                                                     | ドン・キム           |            |
| 2006   | ハロウィーンタウン4 ウィッチ大学へようこそ Return to Halloweentown                     | サイラス・シニスター | テレビ映画 |
| 2009   | アドレナリン2 ハイ・ボルテージ Crank: High Voltage                                     | ドン・キム           |            |
| 2012   | メン・イン・ブラック3 Men in Black 3                                                   | ミスター・ウー       |            |
| 2012   | 私が愛したヘミングウェイ Hemingway & Gellhorn                                          | ミスター・マ         | テレビ映画 |
| 2012   | ミッドナイト・ガイズ Stand Up Guys                                                     | ソン                 |            |
| 2021   | 犬王 Inu-Oh                                                                            | 英語版吹替           | アニメ映画 |
| 2022   | 鋼の錬金術師 完結編 復讐者スカー / 最後の錬成 Fullmetal Alchemist: The Revenge of Scar | 英語版吹替           |            |
| 2023   | 君たちはどう生きるか The Boy and the Heron                                             | 英語版吹替           | アニメ映画 |
| 2023   | ウィッシュ Wish                                                                        | ガード1、ほか        | アニメ映画 |

### テレビシリーズ
| 放映年    | 邦題 原題                                                            | 役名                             | 備考                  |
| --------- | -------------------------------------------------------------------- | -------------------------------- | --------------------- |
| 1982      | 探偵ハート&ハート Hart to Ha                                         | キム                             | 1エピソード           |
| 1982      | アーノルド坊やは人気者 Diff'rent Strokes                             | デビッド・チョン                 | 1エピソード           |
| 1982      | Taxi                                                                 | 日本人ギャンブラー               | 1エピソード           |
| 1983      | ヒルストリート・ブルース Hill Street Blues                           | 店主                             | 1エピソード           |
| 1986      | Kay O'Brien                                                          | マイケル・クワン博士             | 13エピソード          |
| 1987      | 21ジャンプストリート 21 Jump Street                                  | トラン氏                         | 1エピソード           |
| 1989-1992 | 冒険野郎マクガイバー MacGyver                                        | チャン・タイ・シャン             | 2エピソード           |
| 1993      | スタートレック:ディープ・スペース・ナイン Star Trek: Deep Space Nine | バック・ボカイ                   | 1エピソード           |
| 1993      | あなたにムチュー Mad About You                                       | アル                             | 1エピソード           |
| 1997      | TVキャスター マーフィー・ブラウン Murphy Brown                       | マスター・ハーン                 | 1エピソード           |
| 1997      | キャロライン in N.Y. Caroline in the City                            | フォン                           | 2エピソード           |
| 1999      | 刑事ナッシュ・ブリッジス Nash Bridges                                | デューク                         | 1エピソード           |
| 2000,2005 | NYPDブルー NYPD Blue                                                 | チャーリー・ソン／アキラ・ニカダ | 別々の役で2エピソード |
| 2001      | ラリーのミッドライフ★クライシス Curb Your Enthusiasm                 | 指圧師                           | 1エピソード           |
| 2001-2005 | エイリアス Alias                                                     | チョイ教授                       | 4エピソード           |
| 2002      | エバーウッド 遥かなるコロラド Everwood                               | ジーノ                           | 1エピソード           |
| 2003      | 犯罪捜査官ネイビーファイル JAG                                       | 警察署長                         | エピソード            |
| 2004      | ふたりは友達? ウィル&グレイス Will & Grace                           | オーナー                         | 1エピソード           |
| 2004-2006 | デッドウッド ～銃とSEXとワイルドタウン Deadwood                      | ミスター・ウー                   | 18エピソード          |
| 2005      | Dr.HOUSE HOUSE                                                       | グライド・パク                   | s1-e20マゾヒズム      |
| 2005      | 女検死医ジョーダン Crossing Jordan                                   | ジミー                           | 1エピソード           |
| 2006      | NCIS 〜ネイビー犯罪捜査班 NCIS: Naval Criminal Investigative Service | イ・ソンジェ                     | 1エピソード           |
| 2007      | コールドケース 迷宮事件簿 Cold Case                                  | シンジ・ナカムラ（2007年）       | 1エピソード           |
| 2007-2010 | ヤング・アンド・ザ・レストレス The Young and the Restl               | ロバート・チョン                 | 15エピソード          |
| 2008      | crash クラッシュ Crash                                               | ポール・キム                     | 1エピソード           |
| 2009      | ザ・ユニット 米軍極秘部隊 The Unit                                   | ラオ将軍                         | 1エピソード           |
| 2009      | NUMBERS 天才数学者の事件ファイル Numb3rs                             | ウォルター                       | 1エピソード           |
| 2013      | トゥルーブラッド True Blood                                          | ヒド・タカハシ                   | 4エピソード           |
| 2015      | 高い城の男 The Man in the High Castle                                | 畑俊六                           | 1エピソード           |
| 2016      | マダム・セクレタリー Madam Secretary                                 | センドー教育大臣（モンゴル）     | s3-e11 大統領就任式   |
| 2018      | サバイバー: 宿命の大統領 Designated Survivor                         | ambassador-DHAWAN                | s2-e20 Bad Reception  |

### テレビアニメ
- アメリカン・ダッド（セールスマン）
- アメリカン・ドラゴン（ラオ・シー（ジェイクの祖父）、ブローニー3、リポーター）
- ウルヴァリン・アンド・ジ・X-メン（シルバーサムライ、ヤクザ・ニンジャ）
- KND ハチャメチャ大作戦（カニ・サンバン）
- ザ・シンプソンズ（魚）
- サムライジャック（若い頃のジャックの父、犬の飼い主）
- ザ・バットマン（ヒデト・カツ）
- ジャスティス・リーグ（アーサー・チン教授）
- ジャッキー・チェン・アドベンチャー（ウィン）
- スーパー・ロボット・モンキー・チーム・ハイパーフォース GO!（スーパークエイザー）
- デクスターズラボ（日本のアナウンサー）
- 地上最強のエキスパートチーム G.I.ジョー（ストームシャドウ ）
- ティーン・タイタンズ（カタロウ、サル）
- Hi Hi Puffy AmiYumi（カズ、ドーモ、邪悪なカズ）
- バットマン（カツオ）
- バットマン・ザ・フューチャー（ホー博士）
- バットマン:ブレイブ&ボールド（探偵）
- パワーパフガールズ（僧侶、サーバー）
- ビリー&マンディ（ミスター・ウー）
- ベン10（イシヤマ）
  - ベン10 アルティメットエイリアン（ジュリーの父、警察官）
- リロ・アンド・スティッチ・ザ・シリーズ（ラオ・シー）

### OVA
- ティーン・タイタンズ 東京で大ピンチ（上原大造、サイコテック、すし屋）

### ゲーム
- インディ・ジョーンズ・&・ザ・エンペラーズ・トゥーム（カイ・マーシャル）
- X-Men The Official Game（シルバー・サムライ）
- スパイダーマン3（ミスター・チン）
- SWAT 4（ヒュン・ジュン・パーク）
- トゥルー・クライム：STREETS OF LA（フー爺さん、ビッグ・チョン）
- NINJA GAIDEN 2（ジョー・ハヤブサ）

### 舞台
- Day Standing on Its Head（マンハッタン・シアター・クラブ・1993年公演）（ヘイリー・キタムラ）

### テレビ番組
- ハリウッドの光の影に・日系俳優マコの50年 (1994) (RKB毎日放送制作・インタビュー）